# Ahmed Boukouss
Ahmed Boukous (en amazighe : Ḥmad Bukus, en Tifinagh : ⵃⵎⴰⴷ ⴱⵓⴽⵓⵙ), né le 15 octobre 1946, est un linguiste et sociologue amazighe marocain. Il est l'actuel président de l'Institut royal de la culture amazighe.

## Biographie
Né à Mirght à Lakhsas (Laxṣaṣ) dans les environs de Tiznit en 1946, il a effectué ses études primaires non loin de là, à Agadir plus exactement où il a d’ailleurs échappé à la mort lors du terrible tremblement de terre qui l’a frappé en 1960.
Par la suite, il est allé successivement à Taroudant et Marrakech où il a poursuivi ses études collégiales et secondaires. Installé à Rabat, il s’est inscrit à l'université Mohammed V pour suivre un cursus à base de lettres, d’histoire et de pédagogie. Son diplôme en poche, il a intégré naturellement l’enseignement secondaire et a exercé pendant quelques années en tant qu’enseignant de français.
Toujours à Rabat, il a participé en 1967 avec des militants amazighes de la première heure, Brahim Akhiat, feu Ali Azaykou entre autres, à la fondation de la première grande association marocaine s'intéressant exclusivement à la culture amazighe, l'« association marocaine de recherche et d'échange culturels » (AMREC).
Après avoir passé quatre ans à Paris pour préparer sa thèse, sous la direction de Germaine Tillion, devenant le premier locuteur amazighophone à la soutenir sur sa langue maternelle, l'amazighe, il est automatiquement nommé en 1974 professeur à la faculté des lettres et des sciences humaines à l'université de Rabat tout en enseignant la langue amazighe à l'Institut supérieur d'archéologie et du patrimoine.
Entre-temps, il a préparé un doctorat d'État en linguistique qu'il a soutenu à l'université de Paris VIII en 1987 sous la direction de Jean-Claude Chevalier. En 2002, il participa activement à la mise sur pied de l'Institut royal de culture amazighe. Après le départ de Mohamed Chafik, il en est même devenu le recteur, un poste qu'il occupe encore aujourd'hui.
Tout au long de sa longue carrière, Ahmed Boukouss a dirigé beaucoup de mémoires de recherche et de thèses sur la langue amazighe, mais cela ne l'a pas empêché de publier de nombreux ouvrages, qui sont devenus des références dans le domaine de la linguistique au Maroc.

## Ouvrages
- Étude socio-linguistique de la prose soussie, 1974

[Thèse de doctorat : Linguistique : Paris 5 : 1974], sous la dir. de Germaine Tillion
- Langage et culture populaires au Maroc, Casablanca, Dar Al-Kitab, 1977.
- Phonotactique et domaines prosodiques en Berbère : parler Tachelhit d'Agadir, Maroc, 1987, 2 vol. (700 f.)

[Doctorat d'État : Linguistique : Paris 8 : 1987], sous la direction de Jean-Claude Chevalier
- Société, langues et cultures au Maroc, Rabat, publications de la Faculté des Lettres, 1995.
- Dominance et différence : essais sur les enjeux symboliques au Maroc, Casablanca, le Fennec, 1999.
- Sociolinguistique marocaine, (sous la dir.) Plurilinguismes, Sorbonne, Paris, 1999.
- Alphabétisation et développement durable au Maroc : réalité et perspectives, en collaboration avec Fatima Agnaou, Rabat, Publication de la Faculté des lettres, 2001.
- L'amazighe dans la politique linguistique et culturelle au Maroc, Centre Tarek Ibn Ziyyad, Rabat, 2004 (en arabe).
- Phonologie de l'amazighe, Publications de l'IRCAM, 2009.
- Revitalizing the Amazigh Language : Stakes, Challenges, and Strategies, Rabat, Publication de l'IRCAM, 2011.
- Revitalisation de l'amazighe : défis, enjeux et stratégies, Rabat, Publication de l'IRCAM, 2012.